# لاکهید مدل ۱۸ لوداستار
لاکهید مدل ۱۸ لوداستار (به انگلیسی: Lockheed Model 18 Lodestar) یک هواگرد ساختِ کارخانهٔ لاکهید کورپوریشن در کشور ایالات متحده آمریکا است . نخستین استفاده‌کنندهٔ این هواگرد تفنگداران هوایی ارتش ایالات متحده آمریکا بوده‌است. این هواگرد برای نخستین بار در ۲۱ سپتامبر ۱۹۳۹ میلادی مورد استفاده قرار گرفت.